# Tournoi africain de qualification olympique masculin de hockey sur gazon 2023
Navigation
Stellenbosch 2019 2027
Le tournoi africain de qualification olympique masculin de hockey sur gazon 2023 est la 5e édition du tournoi africain de qualification olympique pour les Jeux olympiques 2024. Il se déroule parallèlement au tournoi féminin à Pretoria, en Afrique du Sud, du 29 octobre au 5 novembre 2023,,.
Le vainqueur du tournoi se qualifie pour les Jeux olympiques 2024.

## Ville hôte
| [[Fichier:South Africa adm location map.svg\|240px\|{{#if:\|{{{alt}}}\|Tournoi africain de qualification olympique masculin de hockey sur gazon 2023 est dans la page Afrique du Sud.]]Pretoria | Pretoria          |
| --- | ----------------- |
| [[Fichier:South Africa adm location map.svg\|240px\|{{#if:\|{{{alt}}}\|Tournoi africain de qualification olympique masculin de hockey sur gazon 2023 est dans la page Afrique du Sud.]]Pretoria | Tuks Astro        |
| [[Fichier:South Africa adm location map.svg\|240px\|{{#if:\|{{{alt}}}\|Tournoi africain de qualification olympique masculin de hockey sur gazon 2023 est dans la page Afrique du Sud.]]Pretoria | Capacité: Inconnu |

## Équipes qualifiées
| Dates                      | Événement                                       | Lieu                   | Quotas | Qualifiés                   |
| -------------------------- | ----------------------------------------------- | ---------------------- | ------ | --------------------------- |
| 15 mai 2023                | Pays hôte                                       | NC                     | 1      | Afrique du Sud              |
| NC                         | Classement mondial FIH                          | NC                     | 1      | Égypte                      |
| 31 août - 4 septembre 2022 | Qualifications de la zone Afrique centrale 2022 | Harare                 | 2      | Zambie Zimbabwe             |
| Compétitions annulées,     | Compétitions annulées,                          | Compétitions annulées, | 4      | Ghana Nigeria Kenya Ouganda |
| Total                      | Total                                           | Total                  | 8      |                             |

## Critères
En cas d'égalité de points de plusieurs équipes à l'issue des matchs de poule, les critères suivants sont appliqués dans l'ordre indiqué pour établir leur classement:
1. Points de chaque équipe,
2. Matchs gagnés,
3. Différence de buts,
4. Buts pour,
5. Plus grand nombre de points obtenus dans les matchs de poule disputés entre les équipes concernées,
6. Buts marqués en plein jeu.

## Premier tour
Toutes les heures sont locales (UTC+2).
Légende :
- Tour pour les médailles
- Tour de classement

### Poule A
| Rang | Équipe             | Pts | J | G | N | P | Bp | Bc | Diff |
| ---- | ------------------ | --- | - | - | - | - | -- | -- | ---- |
| 1    | Afrique du Sud H T | 9   | 3 | 3 | 0 | 0 | 29 | 2  | +27  |
| 2    | Ouganda            | 3   | 3 | 1 | 0 | 2 | 6  | 13 | -7   |
| 3    | Nigeria            | 3   | 3 | 1 | 0 | 2 | 6  | 16 | -10  |
| 4    | Zimbabwe           | 3   | 3 | 1 | 0 | 2 | 5  | 15 | -10  |

| 29 octobre 2023   | Afrique du Sud | 10 - 0          | Zimbabwe       |
| 29 octobre 2023   | Nigeria        | 0 - 5 (Forfait) | Ouganda        |
| 30 octobre 2023   | Zimbabwe       | 2 - 1           | Ouganda        |
| 30 octobre 2023   | Nigeria        | 2 - 8           | Afrique du Sud |
| 1er novembre 2023 | Zimbabwe       | 3 - 4           | Nigeria        |
| 1er novembre 2023 | Afrique du Sud | 11 - 0          | Ouganda        |

### Poule B
| Rang | Équipe | Pts | J | G | N | P | Bp | Bc | Diff |
| ---- | ------ | --- | - | - | - | - | -- | -- | ---- |
| 1    | Égypte | 9   | 3 | 3 | 0 | 0 | 7  | 1  | +6   |
| 2    | Ghana  | 6   | 3 | 2 | 0 | 1 | 6  | 3  | +3   |
| 3    | Kenya  | 3   | 3 | 1 | 0 | 2 | 2  | 5  | -3   |
| 4    | Zambie | 0   | 3 | 0 | 0 | 3 | 2  | 8  | -6   |

| 29 octobre 2023   | Égypte | 2 - 0 | Kenya  |
| 29 octobre 2023   | Ghana  | 3 - 1 | Zambie |
| 30 octobre 2023   | Kenya  | 1 - 0 | Zambie |
| 30 octobre 2023   | Ghana  | 0 - 1 | Égypte |
| 1er novembre 2023 | Égypte | 4 - 1 | Zambie |
| 1er novembre 2023 | Kenya  | 1 - 3 | Ghana  |

## Phase de classement

### Tableau de classement
|  | Demi-finales pour la 5e place | Demi-finales pour la 5e place | Demi-finales pour la 5e place | Demi-finales pour la 5e place |                        |         | Match pour la 5e place | Match pour la 5e place | Match pour la 5e place | Match pour la 5e place |
|  |                               |                               |                               |                               |                        |         |                        |                        |                        |                        |
|  | 2 novembre 2023               | 2 novembre 2023               | 2 novembre 2023               | 2 novembre 2023               |                        |         | 4 novembre 2023        | 4 novembre 2023        | 4 novembre 2023        | 4 novembre 2023        |
|  | A3                            | Nigeria                       | 5                             | 5                             |                        |         | 4 novembre 2023        | 4 novembre 2023        | 4 novembre 2023        | 4 novembre 2023        |
|  | A3                            | Nigeria                       | 5                             | 5                             |                        |         | 4 novembre 2023        | 4 novembre 2023        | 4 novembre 2023        | 4 novembre 2023        |
|  | B4                            | Zambie                        | 1                             | 1                             |                        |         | 4 novembre 2023        | 4 novembre 2023        | 4 novembre 2023        | 4 novembre 2023        |
|  | B4                            | Zambie                        | 1                             | 1                             | A3                     | Nigeria | 4                      | 4                      |                        |                        |
|  | 2 novembre 2023               |                               |                               |                               | A3                     | Nigeria | 4                      | 4                      |                        |                        |
|  |                               |                               | B3                            | Kenya                         | 3                      | 3       |                        |                        |                        |                        |
|  | B3                            | Kenya                         | B3                            | Kenya                         | 3                      | 3       | 2                      | 2                      |                        |                        |
|  | B3                            | Kenya                         |                               |                               |                        |         |                        | 2                      |                        |                        |
|  | A4                            | Zimbabwe                      | 1                             | 1                             |                        |         |                        |                        |                        |                        |
|  | A4                            | Zimbabwe                      | 1                             | 1                             | Match pour la 7e place |         |                        |                        |                        |                        |
|  |                               |                               |                               |                               |                        |         |                        |                        |                        |                        |
|  | 4 novembre 2023               |                               |                               |                               |                        |         |                        |                        |                        |                        |
|  | B4                            | Zambie                        | 2                             | 2                             |                        |         |                        |                        |                        |                        |
|  | B4                            | Zambie                        | 2                             | 2                             |                        |         |                        |                        |                        |                        |
|  | A4                            | Zimbabwe                      | 0                             | 0                             |                        |         |                        |                        |                        |                        |
|  | A4                            | Zimbabwe                      | 0                             | 0                             |                        |         |                        |                        |                        |                        |

### Match pour la7eplace
| Match 30              | Zimbabwe | 0 - 2   | Zambie                    |                                                                         |                                                                         |
| 4 novembre 2023 11h30 |          | (0 - 2) | 21e Simpanzye · 22e Bwali | Arbitrage : Simon Awasa Stanley Tamale Arbitre vidéo : Rawi Anbananthan | Arbitrage : Simon Awasa Stanley Tamale Arbitre vidéo : Rawi Anbananthan |
| 4 novembre 2023 11h30 | Rapport  |         |                           | Arbitrage : Simon Awasa Stanley Tamale Arbitre vidéo : Rawi Anbananthan | Arbitrage : Simon Awasa Stanley Tamale Arbitre vidéo : Rawi Anbananthan |

### Match pour la5eplace
| Match 31              | Nigeria                                    | 4 - 3   | Kenya                                 |                                                                   |                                                                   |
| 4 novembre 2023 13h45 | P. John 6e, 35e · Samaila 52e · Ajibua 56e | (1 - 2) | 21e Onyango · 23e Omari · 56e Wabwire | Arbitrage : Bryn Lowe Munashe Mashoko Arbitre vidéo : Salim Lucky | Arbitrage : Bryn Lowe Munashe Mashoko Arbitre vidéo : Salim Lucky |
| 4 novembre 2023 13h45 | Rapport                                    |         |                                       | Arbitrage : Bryn Lowe Munashe Mashoko Arbitre vidéo : Salim Lucky | Arbitrage : Bryn Lowe Munashe Mashoko Arbitre vidéo : Salim Lucky |

## Tour pour les médailles

### Tableau final
|  | Demi-finales    | Demi-finales    | Demi-finales    | Demi-finales    |                               |                | Finale          | Finale          | Finale          | Finale          |
|  |                 |                 |                 |                 |                               |                |                 |                 |                 |                 |
|  | 3 novembre 2023 | 3 novembre 2023 | 3 novembre 2023 | 3 novembre 2023 |                               |                | 5 novembre 2023 | 5 novembre 2023 | 5 novembre 2023 | 5 novembre 2023 |
|  | A1              | Afrique du Sud  | 7               | 7               |                               |                | 5 novembre 2023 | 5 novembre 2023 | 5 novembre 2023 | 5 novembre 2023 |
|  | A1              | Afrique du Sud  | 7               | 7               |                               |                | 5 novembre 2023 | 5 novembre 2023 | 5 novembre 2023 | 5 novembre 2023 |
|  | B2              | Ghana           | 0               | 0               |                               |                | 5 novembre 2023 | 5 novembre 2023 | 5 novembre 2023 | 5 novembre 2023 |
|  | B2              | Ghana           | 0               | 0               | A1                            | Afrique du Sud | 2               | 2               |                 |                 |
|  | 3 novembre 2023 |                 |                 |                 | A1                            | Afrique du Sud | 2               | 2               |                 |                 |
|  |                 |                 | B1              | Égypte          | 1                             | 1              |                 |                 |                 |                 |
|  | B1              | Égypte          | B1              | Égypte          | 1                             | 1              | 9               | 9               |                 |                 |
|  | B1              | Égypte          |                 |                 |                               |                |                 | 9               |                 |                 |
|  | A2              | Ouganda         | 1               | 1               |                               |                |                 |                 |                 |                 |
|  | A2              | Ouganda         | 1               | 1               | Match pour la troisième place |                |                 |                 |                 |                 |
|  |                 |                 |                 |                 |                               |                |                 |                 |                 |                 |
|  | 5 novembre 2023 |                 |                 |                 |                               |                |                 |                 |                 |                 |
|  | B2              | Ghana           | 7               | 7               |                               |                |                 |                 |                 |                 |
|  | B2              | Ghana           | 7               | 7               |                               |                |                 |                 |                 |                 |
|  | A2              | Ouganda         | 1               | 1               |                               |                |                 |                 |                 |                 |
|  | A2              | Ouganda         | 1               | 1               |                               |                |                 |                 |                 |                 |

### Match pour la3eplace
| Match 33              | Ghana                                                                  | 7 - 1   | Ouganda    |                                                                     |                                                                     |
| 5 novembre 2023 14h15 | Tettey 9e, 14e, 40e · Kwofie 25e · Botsio 34e · Baiden 45e · Opoku 59e | (3 - 0) | 35e Batusa | Arbitrage : Darren Hubach Bryn Lowe Arbitre vidéo : Munashe Mashoko | Arbitrage : Darren Hubach Bryn Lowe Arbitre vidéo : Munashe Mashoko |
| 5 novembre 2023 14h15 | Rapport                                                                |         |            | Arbitrage : Darren Hubach Bryn Lowe Arbitre vidéo : Munashe Mashoko | Arbitrage : Darren Hubach Bryn Lowe Arbitre vidéo : Munashe Mashoko |

### Finale
| Match 35              | Afrique du Sud              | 2 - 1   | Égypte     |                                                                          |                                                                          |
| 5 novembre 2023 18h45 | Guise-Brown 1e · Julius 51e | (1 - 1) | 3e Ghobran | Arbitrage : Rawi Anbananthan Salim Lucky Arbitre vidéo : Munashe Mashoko | Arbitrage : Rawi Anbananthan Salim Lucky Arbitre vidéo : Munashe Mashoko |
| 5 novembre 2023 18h45 | Rapport                     |         |            | Arbitrage : Rawi Anbananthan Salim Lucky Arbitre vidéo : Munashe Mashoko | Arbitrage : Rawi Anbananthan Salim Lucky Arbitre vidéo : Munashe Mashoko |

## Classement final
| Rang                        | Groupe | Équipe             | J | V | N | P | BP | BC | +/- | Pts | Classement mondial FIH | Classement mondial FIH | Classement mondial FIH |
| Rang                        | Groupe | Équipe             | J | V | N | P | BP | BC | +/- | Pts | Avant                  | Après                  | +/-                    |
| --------------------------- | ------ | ------------------ | - | - | - | - | -- | -- | --- | --- | ---------------------- | ---------------------- | ---------------------- |
| Médaille d'or, Afrique      | A      | Afrique du Sud H T | 5 | 5 | 0 | 0 | 38 | 3  | +35 | 15  | 14                     | 14                     | 0                      |
| Médaille d'argent, Afrique  | B      | Égypte             | 5 | 4 | 0 | 1 | 17 | 4  | +13 | 12  | 20                     | 20                     | 0                      |
| Médaille de bronze, Afrique | B      | Ghana              | 5 | 3 | 0 | 2 | 13 | 11 | +2  | 9   | 37                     | 35                     | +2                     |
| 4                           | A      | Ouganda            | 5 | 1 | 0 | 4 | 8  | 29 | -21 | 3   | 91                     | 91                     | 0                      |
| 5                           | A      | Nigeria            | 5 | 3 | 0 | 2 | 15 | 20 | -5  | 9   | 43                     | 37                     | +6                     |
| 6                           | B      | Kenya              | 5 | 2 | 0 | 3 | 7  | 10 | -3  | 6   | 56                     | 57                     | -1                     |
| 7                           | B      | Zambie             | 5 | 1 | 0 | 4 | 5  | 13 | -8  | 3   | 67                     | 85                     | -18                    |
| 8                           | A      | Zimbabwe           | 5 | 1 | 0 | 4 | 6  | 19 | -13 | 3   | 48                     | 81                     | -33                    |

|  | Nation qualifiée pour les Jeux olympiques 2024                   |
|  | Nation qualifiée pour le Tournoi de qualification olympique 2024 |